# A-live
A-live ist ein aus sechs Künstlern bestehender A-cappella-Show-Act aus der Schweiz. Die Gruppe wurde 1999 gegründet und tritt jährlich bis zu 100 Mal bei nationalen und internationalen Veranstaltungen auf.

## 6 Sänger – 5 Nationen
Über die Jahre haben die Sänger von A-live mehrmals gewechselt. Seit 2022 gehören zwei Frauen zum festen Kern der Gruppe, Tiziana Gulino, die Voice of Switzerland Gewinnerin und gebürtige Italienerin, sowie die Bündner Soulsängerin Nyna Dubois. Von Beginn weg war A-live eine sehr internationale Gesangsgruppe. Kent Stetler, der die Gruppe musikalisch leitet, kam als Teenager mit dem Show Act Up with People in die Schweiz und ist bekannt als Frontsänger beim Pepe-Lienhard-Orchester.
Das musikalische Repertoire besteht hauptsächlich aus eigenen Vocal Arrangements bekannter Interpreten. Darunter sind bekannte Songs von Andrea Bocelli über Elvis Presley bis zu Patent Ochsner. Die Mitglieder kommunizieren mit dem Publikum fliessend in allen vier Landessprachen. Im Sextett vertreten sind auch die Nationalitäten Österreich, Kanada und Belgien.

## Geschichte
Zu Beginn existierte die Formation lediglich in der Schweiz. Ab 2001 entstanden zwischenzeitlich Gruppierungen mit demselben Namen in München, Hamburg und Berlin.
Im Jahr 2002 feierte die Gruppe mit dem selbstkomponierten Song „Cosa“ den 2. Rang an der nationalen Eurosong-Qualifikation hinter Francine Jordi. Im Jahr 2004 wurde mit dem Lied «You Are Pretty» erneut ein Versuch für den Eurovision Song Contest gestartet. Die Gruppe musste sich jedoch gegen die in diesem Jahr populären MusicStars geschlagen geben.
2005 wurde in Küsnacht ZH der b-live Chor ins Leben gerufen, welcher unabhängig von A-live agiert. Er wird seit seiner Gründung von A-live Sängern geleitet, so auch 2007 bis 2013 von Kunz (seit 2021: Stephan Schaberl).
Nebst Gala-Events und öffentlichen Konzerten gehören auch Auftritte am Schweizer Radio und Fernsehen zu ihren Aufträgen. 2012 waren sie in der Helene-Fischer-Show zu Gast, welche am 25. Dezember 2012 bei ARD ORF und SRF ausgestrahlt wurde und 2014 waren sie als Teil des Christmas Tattoo im Fernsehen zu sehen. Nebst der Nationalfeier am San Bernardino 2010 und «EURO 2008 – Ein Traum wird wahr» ist die musikalische Leitung für die Credit Suisse Sports Awards 2017 zu erwähnen, sowie verschiedene Beiträge auf anderen nationalen Sendern wie TV3, Tele24 oder Tele Top.
Neben den erwähnten Auftritten gehören auch verschiedene Tourneen u. a. mit dem Schweizer Tourneetheater Das Zelt zu ihren Meilensteinen.

## Diskografie

### Alben
| Jahr | Titel                | Anmerkung                 |
| ---- | -------------------- | ------------------------- |
| 2000 | Christmas Collection | erschienen bei: AMC       |
| 2000 | a-live’s alive       | erschienen bei: AMC       |
| 2003 | staying a-live       | erschienen bei: Universal |
| 2004 | Voice Power          | maxi, erschienen bei: AMC |
| 2004 | live at Kaufleuten   | erschienen bei: AMC       |
| 2006 | In the Snow          | erschienen bei: AMC       |
| 2011 | live tracks          | erschienen bei A-live     |
| 2014 | 8                    | erschienen bei A-live     |

### Singles
| Jahr | Titel          | Anmerkung                  |
| ---- | -------------- | -------------------------- |
| 2002 | Cosa           | erschienen bei: Universal  |
| 2004 | You Are Pretty | Promo, erschienen bei: AMC |
| 2006 | Chum Hei       | Promo, erschienen bei: AMC |
| 2006 | Come Home      | Promo, erschienen bei: AMC |